# ジャービル・アル＝アフマド・アッ＝サバーハ
ジャービル・アル＝アフマド・アル＝ジャービル・アッ＝サバーハ（アラビア語: جابر الأحمد الجابر الصباح, ラテン文字転写: Jābir al-Ahmad al-Jābir as-Sabāh, 1926年6月29日 - 2006年1月15日）は、クウェート首長（第13代、在位：1977年12月31日 - 2006年1月15日）。
歴代首長にジャービルという名前の人物が2名いるのでジャービル3世とも呼ばれる。

## 概要
太子時代以来、石油収入によるクウェートの急速な近代化の時期を経験した。首長時代は資金力を武器に自国の安全の確保をはかる外交政策を取ったが、1990年イラクによるクウェート侵攻に遭遇した。翌1991年の湾岸戦争により国土回復に成功してから後は、親米路線を強化したほか、女性への参政権付与などの社会改革に着手した。

## 生涯

### 生い立ち
1926年6月29日、第10代クウェート首長アフマドの三男として生まれた。クウェートの首長家であるサバーハ家はアフマドの父の世代の兄弟からジャービル家とサーリム家の2家に分かれているが、ジャービルは同名のジャービル首長の孫でジャービル家に属する。
教育ははじめムバーラキーヤ学校で受け、続いて家庭教師について英語、アラビア語、科学を学んだ。1949年、アフマディー知事に任命されて公的生活に入り、1962年に第一副首相兼財務・産業相に就任した。1965年、ジャービルの父アフマド首長の従兄弟にあたるサーリム家のサバーハ首長が即位するとジャービルは同年首相、そして翌1966年に太子に指名された。
首相在任は12年の長きに及び、その間にジャービルの下で、クウェート社会は増大する石油収入によって伝統的な部族社会から、経済的、産業的には世界最大級の富裕な都市化された近代社会へと大きな変貌を遂げる。そして1977年、サバーハ首長の後を継いでクウェート首長に即位した。

### 首長即位
首相、首長としてのジャービル3世は石油資金を背景とする経済協力戦略によって周辺のアラブ途上国に対して影響力を及ぼし、小国クウェートの安全を確保する戦略を取った。
1979年にイランでイスラム革命が起こって君主制が打倒される。シーア派が国民の40％を占め、サバーハ家と同じ宗派のスンナ派の35％を超える国民構成で、しかもシーア派は異端として政権の蚊帳の外であったクウェートにとっては非常な脅威であるために、イスラム革命輸出を恐れてイラン・イラク戦争では同じく国民の多数派をシーア派が占めるイラクのサッダーム・フセインを支援した。またクウェート国内では、1962年から設置されていた一院制の国民議会において伸張してきた反対派に対して、1986年に非常大権を行使、超法規的に解散させるなどの手段を講じて押さえ込みをはかった。1985年5月にはイスラム過激派による爆弾テロ事件に遭遇するが、生き残る。

### 湾岸戦争

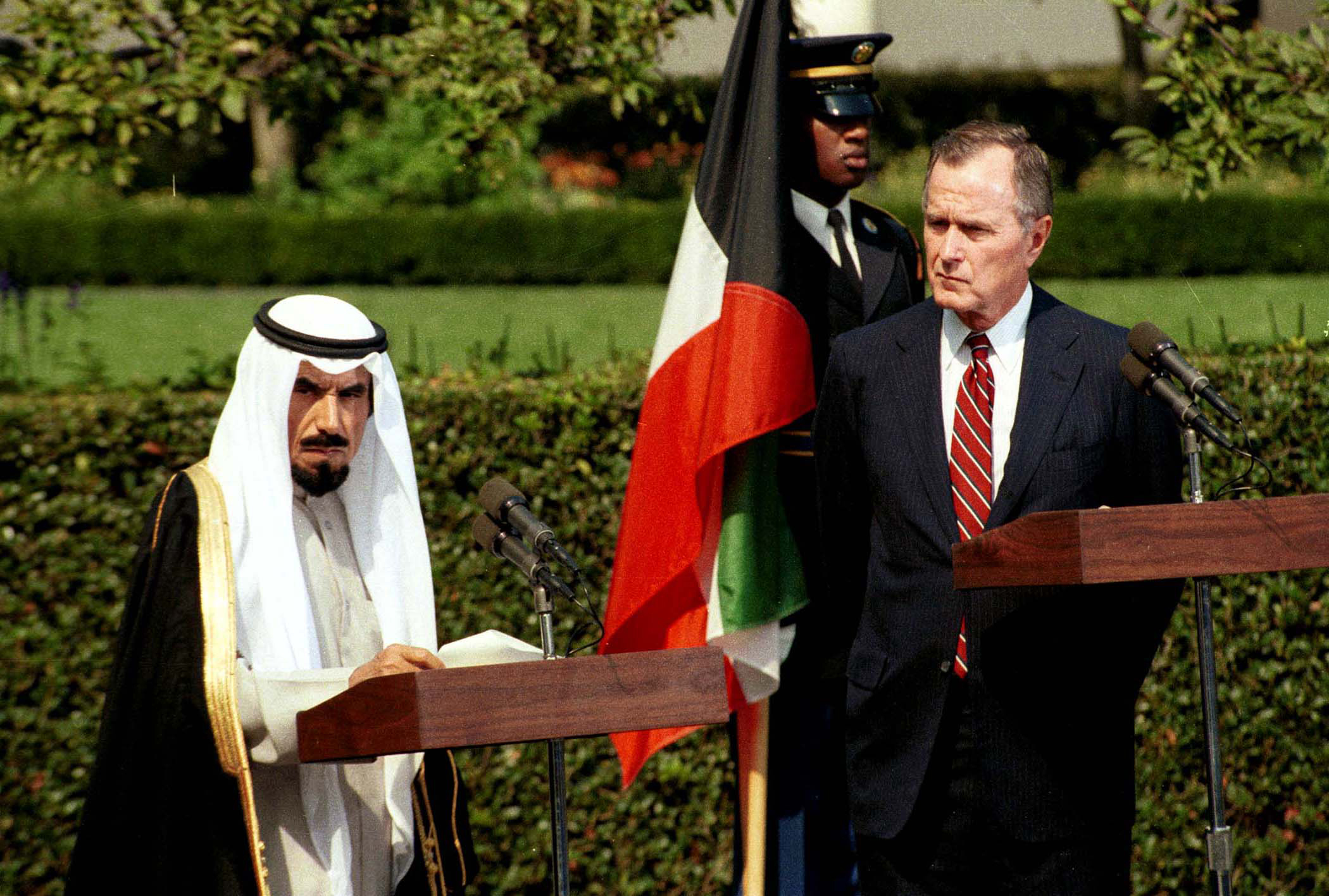
1990年9月28日、ホワイトハウスにてジョージ・H・W・ブッシュ大統領と会見を行うジャービル首長

イラン・イラク戦争の終結後の1980年代後半、原油価格の低下やルメイラ油田の発掘問題をめぐってイラクとの関係を悪化させ、両国関係は緊張から1990年のイラク軍によるクウェート侵攻に至った。8月2日、クウェートに電撃的に侵攻したイラク軍は全土を占領下に置き共和制を宣言、ジャービル3世は国外逃亡を余儀なくされた。このとき、殿を務めた弟ファハドがダスマン宮殿で討ち死にした。
この事態に対してジャービル3世はアメリカ、サウジアラビアなどに支援を呼びかけた。イラクのクウェート侵攻に対してはアメリカ軍を中核とする多国籍軍がペルシャ湾岸に展開し、1991年1月17日に勃発した湾岸戦争によってクウェートは解放され、ジャービル首長以下、サバーハ家による君主制が旧に復すことになった。しかし、国外逃亡時の失態のため、国民から冷ややかな目を向けられた。1991年3月14日に帰国するが、出迎えたのは5千人ほどであった。

### 湾岸戦争後
サバーハ家による支配からの解放がイラク軍による侵攻の正当化に利用されたこともあって、国内外から改革の実行を迫られることになり、1992年に議会を再開した。ジャービル3世は戦後のクウェート復興に努めたが、経済・財政的には長期の低迷が続く。
また再開した国民議会でも首長政府と議会との対立が繰り返された。1999年5月には宗教省のコーラン誤植により、議会が関係大臣辞任を要求し、議会と政府が対立したため、議会を解散させた。ところが、解散というタイミングをねらって女性参政権を認める首長令を発した。これは議会無視の手法であったこともあり、7月には定員50に対して、リベラル派16議席、親政府派14議席の新議会が成立したものの、11月には首長令は議会によって取り消された。しかし、男女平等を推進するものとして人権尊重という観点から国際的に高い評価を受けた。
外交、安全保障面では、より親米色を強め、2003年のイラク戦争時はクウェートがアメリカ軍の最重要拠点の一つとなった。また、サウジアラビアとのペルシャ湾奥大陸棚の海上国境画定合意を2000年に調印。
2001年に脳出血で倒れてからは闘病生活を送り、2006年1月15日朝に薨去した。内閣はサーリム家のサアドを後継首長に指名した。